# Drive to the Starry Road
Drive to the Starry Road — третій корейськомовний студійний альбом південнокорейського бой-бенду Astro, випущений 16 травня 2022 року на Fantagio Music. Він вийшов разом із відеокліпом на головний сингл «Candy Sugar Pop». Альбом дебютував під номером один у чарті Gaon Album Chart і під номером 10 у Oricon Albums Chart. Це був останній альбом гурту, у створенні якого брали участь Роккі, який вийшов із гурту 28 лютого 2023 року та Мунбін, який помер 19 квітня 2023 року.

## Комерційний успіх
Drive to the Starry Road очолив чарт Gaon Retail Album Chart за перший тиждень після випуску, а його продажі досягли 142 379 копій у роздрібних магазинах по всій Південній Кореї.

## Список композицій
| #     | Назва                           | Автор слів                           | Автор музики                                                       | Тривалість |
| ----- | ------------------------------- | ------------------------------------ | ------------------------------------------------------------------ | ---------- |
| 1.    | «Candy Sugar Pop»               | JinJin Moonbin Rocky MOONi Enzo Owol | Jes Meinertz Rasmus Gregersen Daniel Michael Victor Mahias Neumann | 2:49       |
| 2.    | «Something Something»           | PCDC                                 | PCDC                                                               | 3:09       |
| 3.    | «More»                          | JinJin ORAE Sam Carter Dash Guy      | JinJin ORAE Sam Carter Dash Guy                                    | 3:16       |
| 4.    | «Light the Sky» (하늘빛)        | MJ Park Sang-min                     | MJ Park Sang-min Park Yong-hyeon                                   | 3:26       |
| 5.    | «Story» (Соло MJ)               | MJ                                   | Genja Coup D'Etat coe                                              | 3:04       |
| 6.    | «All Day» (Соло Джінджіна)      | JinJin ORAE Sam Carter Dash Guy      | JinJin ORAE Sam Carter Dash Guy                                    | 2:55       |
| 7.    | «First Love» (Соло Ину)         | Cha Eunwoo Enzo MOONi                | Ryan Jeon Josh McCelland Josh Gray James Birt                      | 3:09       |
| 8.    | «Let's Go Ride» (Соло Мунбіна)  | Jooyoung Hansy                       | Jooyoung $un Bae Moon-su                                           | 3:38       |
| 9.    | «S#1.» (Соло Рокі)              | Rocky Seori                          | Rocky OBROS                                                        | 3:59       |
| 10.   | «24 Hours» (24시간; Соло Санхи) | Genja Coup D'Etat IONE               | Genja Coup D'Etat IONE                                             | 3:11       |
| 11.   | «Like Stars» (밤하늘의 별처럼)  | Enzo MOONi JinJin Rocky              | Enzo MOONi Aaron H                                                 | 3:47       |
| 36:23 |                                 |                                      |                                                                    |            |

## Чарти

### Щотижневі чарти
| Чарт (2022)                           | Найвища позиція |
| ------------------------------------- | --------------- |
| Японія Japanese Albums (Oricon)       | 6               |
| Japanese Hot Albums (Billboard Japan) | 8               |
| South Korean Albums (Gaon)            | 1               |

### Щомісячні чарти
| Чарт (2022)                | Найвища позиція |
| -------------------------- | --------------- |
| Japanese Albums (Oricon)   | 13              |
| South Korean Albums (Gaon) | 7               |

### Чарти на кінець року
| Чарт (2022)                  | Позиція |
| ---------------------------- | ------- |
| South Korean Albums (Circle) | 54      |